# Убањон
Убањон (фр. Aubagnan) насеље је и општина у југозападној Француској у региону Аквитанија, у департману Ланд која припада префектури Мон де Марсан.
По подацима из 2011. године у општини је живело 245 становника, а густина насељености је износила 72,06 становника/km². Општина се простире на површини од 3,4 km². Налази се на средњој надморској висини од 134 метара (максималној 140 m, а минималној 62 m).

## Демографија
| 1962. | 1968. | 1975. | 1982. | 1990. | 1999. | 2011. |
| ----- | ----- | ----- | ----- | ----- | ----- | ----- |
| 167   | 188   | 206   | 205   | 226   | 233   | 245   |

График промене броја становника у току последњих година